# 리치 곡률 텐서
리만 기하학에서 리치 곡률 텐서(Ricci曲率tensor, 영어: Ricci curvature tensor)는 리만 다양체의 곡률을 나타내는 2차 텐서장으로, 리만 곡률 텐서의 대각합이다. 부피의 왜곡을 나타내는 것으로 해석할 수 있다.

## 정의
준 리만 다양체 {\displaystyle (M,g)}가 주어졌다고 하자. 그 위의 리만 곡률 텐서 {\displaystyle \operatorname {Riem} (\cdot ,\cdot )}을 생각하자. 리만 곡률 텐서는 (1,3)차 텐서장으로, 대칭 및 반대칭 성질에 따라 0이 아닌 대각합이 사실상 하나 밖에 없다. 이는 다음과 같다.
{\displaystyle \operatorname {Ric} (\xi ,\eta )=\operatorname {Tr} \left[\operatorname {Riem} (\cdot ,\eta )\xi \right]}
국소 좌표계로 크리스토펠 기호로 표기하면 다음과 같다. 아인슈타인 표기법을 쓰자.
{\displaystyle R_{ab}={R^{c}}_{acb}=2\Gamma _{a[b,c]}^{c}+2\Gamma _{d[c}^{c}\Gamma _{b]a}^{d}}
리치 곡률 텐서의 대각합은 스칼라 곡률이라고 한다.

## 성질

### 대칭
리치 곡률 텐서는 2차 대칭 텐서장이다. 즉, 다음이 성립한다.
{\displaystyle \operatorname {Ric} (\xi ,\eta )=\operatorname {Ric} (\eta ,\xi )}
즉, 이는 {\displaystyle n\geq 3}차원에서 {\displaystyle n(n+1)/2}개의 독립된 성분을 갖는다. 
2차원에서 리치 곡률 텐서는 1개의 성분을 가지며, 항상 리만 계량에 비례한다. 1차원에서 리치 곡률 텐서는 항상 0이다.

### 연산과의 호환

#### 곱공간
리치 곡률 텐서는 (바일 곡률 텐서와 달리) 곱공간에서 블록 대각 행렬로 분해된다. 즉, 두 리만 다양체 {\displaystyle (M_{1},g_{1}),(M_{2},g_{2})}의 곱공간 {\displaystyle M=M_{1}\times M_{2}}에 블록 대각 계량 텐서
{\displaystyle g={\begin{pmatrix}g_{1}&0\\0&g_{2}\end{pmatrix}}}
를 주었을 때, 리치 곡률 텐서 역시 블록 대각 꼴을 취한다.
{\displaystyle \operatorname {Ric} [g]={\begin{pmatrix}\operatorname {Ric} [g_{1}]&0\\0&\operatorname {Ric} [g_{2}]\end{pmatrix}}}

#### 등각 변환
{\displaystyle n}차원 준 리만 다양체 {\displaystyle (M,g)} 위의 실수 스칼라 함수
{\displaystyle \phi \colon M\to \mathbb {R} }
가 주어졌다고 하자. 그렇다면, 등각 변환
{\displaystyle {\tilde {g}}=\exp(2\phi )g}
를 가하여, {\displaystyle {\tilde {g}}}의 리치 곡률을 생각할 수 있다. 이는 다음과 같다.
{\displaystyle \operatorname {Ric} [{\tilde {g}}]_{ij}=\operatorname {Ric} [g]_{ij}-(n-2)\left(\nabla _{i}\partial _{j}\phi -(\partial _{i}\phi )(\partial _{j}\phi )\right)+\left(\Delta \phi -(n-2)\|\nabla \phi \|^{2}\right)g_{ij}}
여기서
{\displaystyle \Delta \phi =-g^{ij}\nabla _{i}\partial _{j}\phi }
는 라플라스-벨트라미 연산자이다. (반면, (1,3)차 바일 곡률 텐서는 등각 변환에 불변이다.)
특히, (0,2)차 리치 곡률 텐서는 리만 계량의 상수배 변환에 대하여 불변이다. (이는 (1,3)차 리만 곡률 텐서가 리만 계량의 상수배 변환에 대하여 불변이기 때문이다.)

### 켈러 다양체
켈러 다양체 {\displaystyle M} 위에서, 리치 곡률 텐서는 다음과 같은 (1,1)차 미분 형식인 리치 미분 형식(영어: Ricci differential form)으로 적을 수 있다.
{\displaystyle \rho (X,Y)=-\rho (Y,X)=\operatorname {Ric} (JX,Y)\qquad \forall x\in M,\;X,Y\in \mathrm {T} _{x}M}
{\displaystyle \operatorname {Ric} (X,Y)=-\rho (JX,Y)=\rho (X,JY)}
여기서 {\displaystyle J\colon \mathrm {T} M\to \mathrm {T} M}는 {\displaystyle M}의 복소구조이다.
리치 미분 형식은 정칙 국소 좌표계 {\displaystyle (z^{i},{\bar {z}}^{\bar {\imath }})}에서 다음과 같이 표현된다.
{\displaystyle \rho =-\mathrm {i} \partial {\bar {\partial }}\ln \det {\begin{pmatrix}g_{i{\bar {\jmath }}}\end{pmatrix}}}
여기서
{\displaystyle \partial \colon \Omega ^{p,q}(M)\to \Omega ^{p+1,q}(M)}
{\displaystyle {\bar {\partial }}\colon \Omega ^{p,q}(M)\to \Omega ^{p,q+1}(M)}
는 돌보 연산자이며, {\displaystyle g_{i{\bar {\jmath }}}}는 정칙 국소 좌표로 표현된 에르미트 계량이다. 즉, 표준 선다발의 U(1) 주곡률은 {\displaystyle \rho }에 비례한다.

## 역사
그레고리오 리치쿠르바스트로의 이름을 땄다. 리치쿠르바스트로는 1900년 툴리오 레비치비타와 공저한 논문에서 이름을 "리치"(이탈리아어: Ricci)로 줄여 썼는데, 이 때문에 “리치 텐서”로 이름지어졌다. (리치쿠르바스트로가 쓴 다른 논문에서는 정식 이름을 사용하였다.)

## 응용
일반 상대성 이론의 진공해는 리치 곡률이 0인 준 리만 다양체이다. 즉, 아인슈타인 방정식에서 아인슈타인 텐서가 0일 조건은 리치 곡률 텐서가 0일 조건과 동치이다.

## 같이 보기
- 스칼라 곡률
- 리치 평탄 다양체
- 크리스토펠 기호
- 일반상대론의 수학적 공식화 개론